# Crypsidromus
Genre
Synonymes
- Proshapalopus Mello-Leitão, 1923

Crypsidromus est un genre d'araignées mygalomorphes de la famille des Theraphosidae.

## Distribution
Les espèces de ce genre se rencontrent au Costa Rica et au Brésil.

## Liste des espèces
Selon World Spider Catalog (version 25.0, 26/02/2024) :
- Crypsidromus brevibulbus Valerio, 1980
- Crypsidromus carinatus Valerio, 1980
- Crypsidromus icecu Valerio, 1980
- Crypsidromus isabellinus Ausserer, 1871
- Crypsidromus multicuspidatus (Mello-Leitão, 1929)
- Crypsidromus nondescriptus (Mello-Leitão, 1926)
- Crypsidromus puriscal Valerio, 1980
- Crypsidromus rubitarsus Valerio, 1980

## Systématique et taxinomie
Ce genre a été décrit par Ausserer en 1871 dans les Theraphosidae. Il est placé en synonymie avec Lasiodora par Pérez-Miles, Lucas, Silva Jr. et Bertani en 1996. Il est relevé de synonymie par Bertani en 2023.
Proshapalopus a été placé en synonymie par Bertani en 2023.

## Publication originale
- Ausserer, 1871 : « Beiträge zur Kenntniss der Arachniden-Familie der Territelariae Thorell (Mygalidae Autor). » Verhandllungen der Kaiserlich-Kongiglichen Zoologish-Botanischen Gesellschaft in Wien, vol. 21, p. 117-224 (texte intégral).